# Bulkington, Warwickshire
Bulkington är en by i Bedworth, Nuneaton and Bedworth, Warwickshire i England. Byn är belägen 23,7 km 
från Warwick. Orten har 6 123 invånare (2015). Bulkington var en civil parish fram till 1974 när blev den en del av Bedworth unparished area. Civil parish hade 3 240 invånare år 1951. Byn nämndes i Domedagsboken (Domesday Book) år 1086, och kallades då Bochintone.